# Dean Devlin
Dean Devlin (născut pe 27 august 1962) este un scenarist, producător și regizor american și fost actor. Este membru fondator al companiei Electric Entertainment.

## Viața
Devlin s-a născut în New York City, fiind fiul actriței Pilar Seurat și a scriitorului, actorului și producătorului Don Devlin. Tatăl său a fost evreu, iar mama sa avea origini filipineze. Este căsătorit cu actrița Lisa Brenner.

## Cariera

### Actor
În anii '80, Devlin a jucat în numeroase spectacole de televiziune. El a apărut și în filme, printre acestea numărându-se My Bodyguard, The Wild Life, Real Genius și Martians Go Home. Datorită aspectului său tineresc, Devlin a jucat deseori roluri de adolescenți, chiar dacă trecuse de 20 de ani.

### Film
Treptat, Devlin a început să scrie scenarii, primul dintre ele fiind cel pentru filmul din 1992 Soldatul universal, un succes pe plan mondial. Faima a dobândit-o lucrând ca scenarist și producător alături de regizorul Roland Emmerich, cu care a făcut deseori echipă după ce a apărut în filmul acestuia Moon 44. Împreună, cei doi au scris și produs Stargate, primul film care a avut un site web (condus de însuși Devlin). Cei doi au produs apoi Ziua independenței și Godzilla. Ultima lor colaborare s-a produs la filmului din 2000 a lui Mel Gibson The Patriot, ocazie cu care Devlin și-a întâlnit viitoarea soție.
Devlin a mai produs și Cellular, Who Killed the Electric Car? și Flyboys. Pe 12 octombrie 2009, Roland Emmerich a confirmat că a scris împreună cu Devlin un scenariu pentru o continuare la Ziua independenței și că se află în negocieri cu Will Smith, afirmând că nu vor să realizeze continuarea dacă Smith nu acceptă să revină. Pe 24 iunie 2011, Devlin a confirmat că el și Emmerich au găsit o idee pentru o continuare și că au pus-o pe hârtie.

### Televiziune
Devlin a produs miniseria de televiziune The Triangle și este producătorul francizei Bibliotecarul și al serialului de televiziune Leverage, în cadrul căruia a fost și regizor la douăsprezece episoade.

## Filmografie
- Ne-am săturat de marțieni! (1990), actor
- 1992 - Soldatul universal - scenarist
- 1994 - Stargate - scenarist și producător
- 1996 - Ziua independenței - scenarist și producător
- 1997 - The Visitor (serial de televiziune) - producător
- 1998 - Stargate SG-1, episodul Politics - scenarist
- 1998 - Godzilla - scenarist și producător
- 1999 - Universal Soldier: The Return - scenarist
- 1998-2000 - Godzilla (serial de televiziune) - producător
- 2000 - The Patriot - producător
- 2002 - Lighioane cu opt picioare (Eight Legged Freaks) - producător
- 2004 - Cellular - producător
- 2004 - Bibliotecarul: Comoara din spatele cărților - producător
- 2005 - The Triangle (miniserie de televiziune) - scenarist și producător
- 2006 - Talk to Me (serial de televiziune) - producător
- 2006 - Who Killed the Electric Car? (documentar) - producător
- 2006 - Flyboys - producător
- 2006 - Bibliotecarul 2: Întoarcerea la minele Solomon - producător
- 2008 - Blank State - producător
- 2008 - Bibliotecarul 3: Dracula și Pocalul blestemat - producător
- 2009 -  Universal Soldier: Regeneration - scenarist
- 2011 - Brain Trust - producător și regizor
- 2012 -  Universal Soldier: Day of Reckoning - scenarist
- 2008-2012 - Leverage (serial de televiziune) - scenarist, producător și regizor
- Geostorm: Pericol Global (2017) - scenarist, producător și regizor
- The Outpost 1 season (2018) - scenarist, producător
- The Outpost 2 season (2019) - scenarist, producător